# Papiro 116

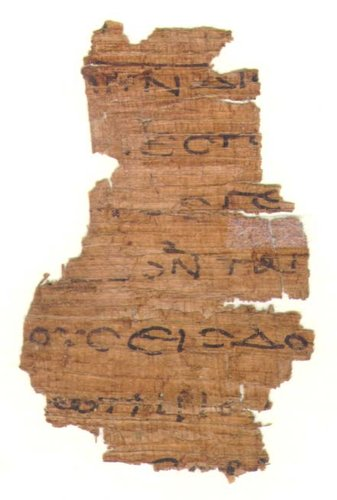
Papiro 116.

El Papiro 116 (en la numeración Gregory-Aland) designado como {\displaystyle {\mathfrak {P}}}116, es una copia antigua de una parte del Nuevo Testamento en griego. Es un manuscrito en papiro de la Epístola a los hebreos y contiene la parte de Hebreos 2:9-11; 3:3-6. Ha sido asignado paleográficamente a los siglos VI y VII.
El texto griego de este códice es un representante del Tipo textual alejandrino, también conocido neutral o egipcio. Aún no ha sido relacionado con una Categoría de los manuscritos del Nuevo Testamento.
Este documento se encuentra en la Biblioteca Nacional de Austria (en alemán, Österreichische Nationalbibliothek o "ÖNB") (Pap. G. 42417), en Viena.

### Lectura recomendada
- A. Papathomas, A new testimony to the Letter to the Hebrews Journal of Greco-Roman Christianity and Judaism 1 (2000), pp. 18–23.